# Pimélite
La pimélite est un minéral de nickel du groupe des silicates et du sous-groupe des phyllosilicates, opaque et non-clivable. La pimélite appartient à la famille des smectites, sous-groupe trioctaédrique. Sa formule chimique est Ni3Si4O10(OH)2 · 4 H2O. Elle contient du nickel, du silicium, de l'oxygène et de l'hydrogène. Elle est fragile et d'une dureté assez faible (2,5) sur l'échelle de Mohs. Sa couleur peut varier, mais la plupart des pimélites sont vertes en raison de la couleur caractéristique des ions nickel (Ni2+). Formée dans le système hexagonal, les cristaux sont de forme irrégulière.

## Synonymes
- Desaulsite
- Kérolites (Ni)
- Revdanskite
- Rottisite

## Galerie

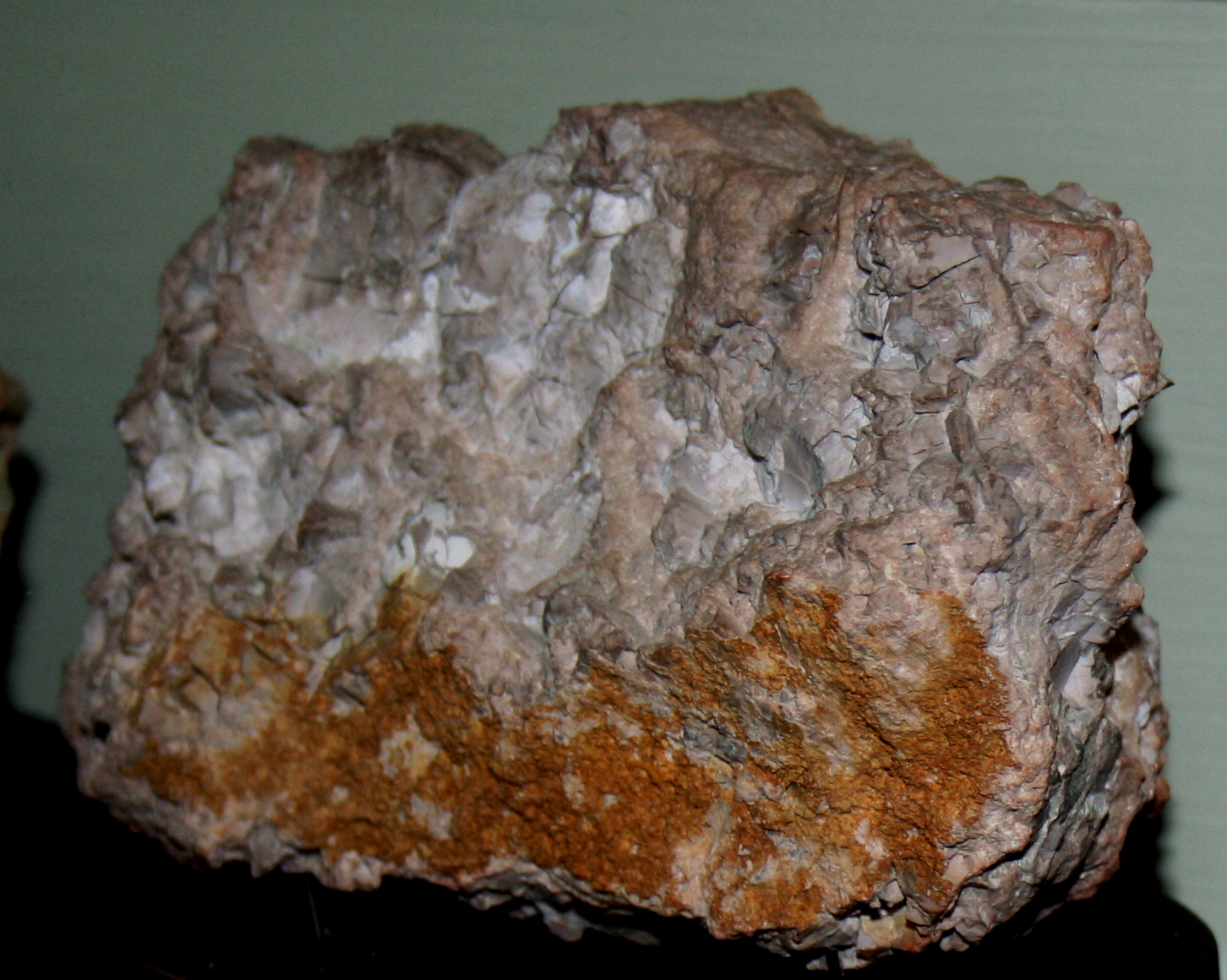
Pimélite marron-orange.
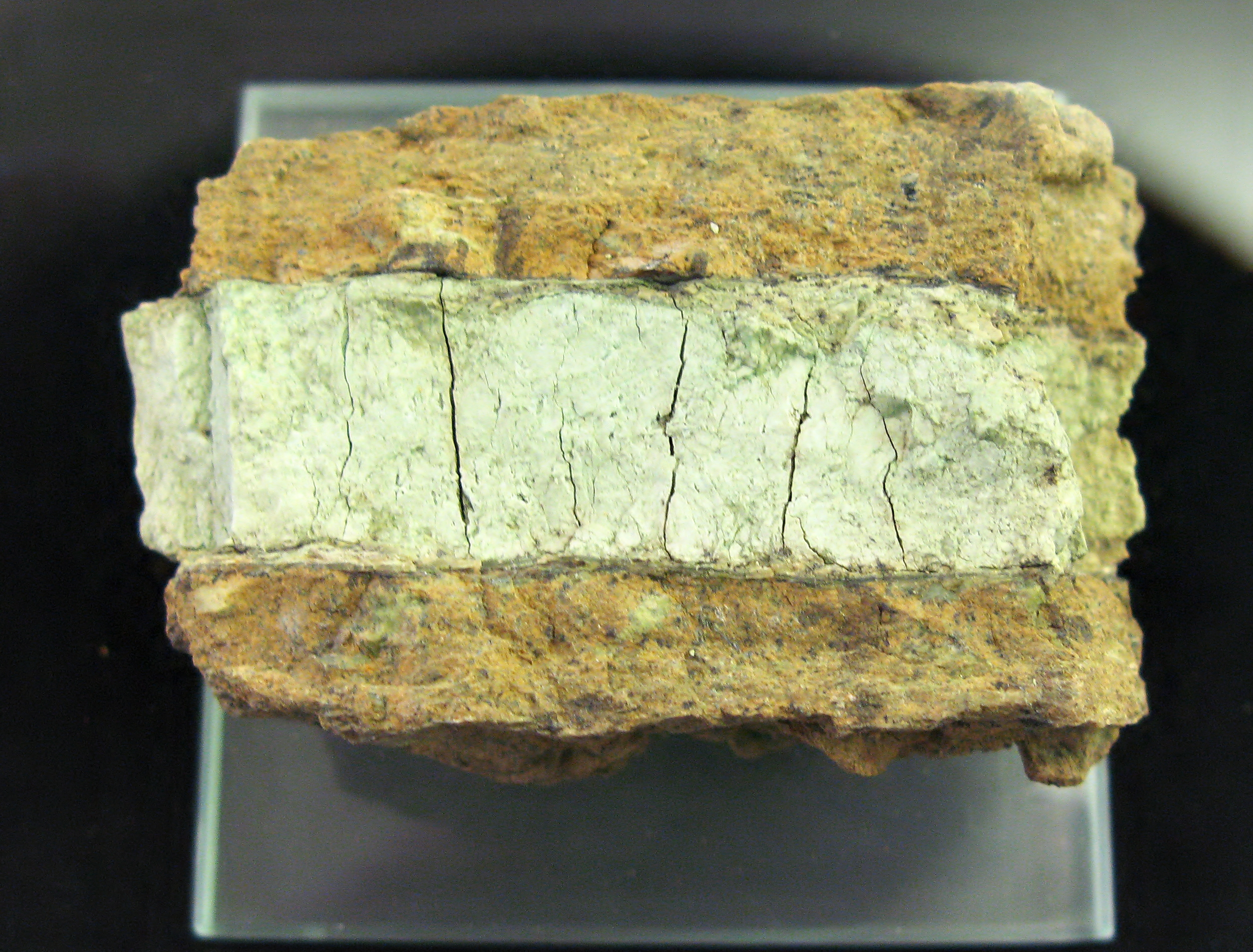
Cristal de pimélite hexagonal.
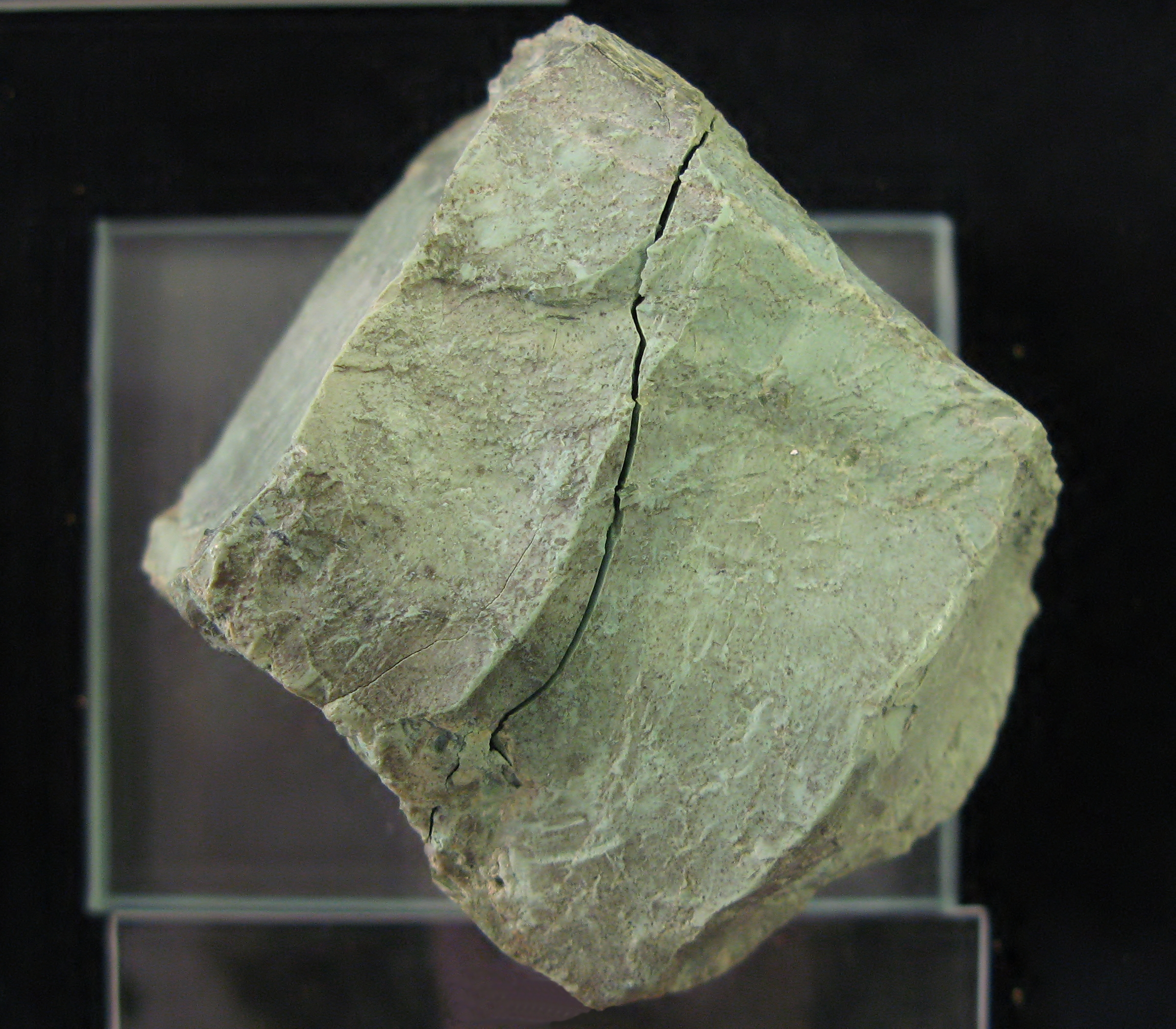
Pimélite verte.